# Čchoi Kju-ha
Čchoi Kju-ha (16. července 1919 – 22. října 2006) byl jihokorejský politik. V letech 1979–1980 byl prezidentem Jižní Koreje. V letech 1975–1979 premiérem, 1967–1971 ministrem zahraničních věcí.
Čchoi byl premiérem v éře diktatury prezidenta Pak Čong-huie. Ten byl však zavražděn šéfem tajné služby roku 1979, během velkého neklidu v zemi, a Čchoi, dle článku 48 ústavy, nastoupil na jeho místo. Slíbil rychlou demokratizaci země, novou ústavu a vypsání svobodných prezidentských voleb. Ty proběhly v prosinci 1979 a Čchoi je vyhrál. Velmi brzy však proti němu začala konspirovat skupina armádních velitelů vedená generálem Čon Du-hwanem. Postupnými kroky získávala stále větší vliv. Čchoi se pokusil Čonovu touhu po moci ukojit tím, že ho v dubnu 1980 jmenoval šéfem tajné služby. Již v květnu však Čon vyhlásil stanné právo a převzal na sebe všechny exekutivní pravomoci. Vypuklé studentské protesty brutálně potlačil (proslulým je zejména masakr v Kwangdžu, kde vojáci pozabíjeli 987 demonstrantů). Čchoi poté rezignoval a Čon se nechal v září 1980 zvolit prezidentem.